# Praschtschine
Die Praschtschine, auch mit Predjine bezeichnet, war ein altes Längenmaß in der Walachei und in der Moldau und entsprach der Rute. Das Maß  hatte eine Größe von 3 Klaftern.  In den Regionen wurden für Klafter auch die Bezeichnungen Stingene/Stündjen/Stängene verwendet.
- 1 Praschtschine = 3 Klafter oder Stingene = 6,668 Meter (1,981 Meter/Klafter mal 3 = 5,943 Meter[1])
- 1 Quadrat-Praschtschine = 20,98613 Quadratmeter
- 1 Falcea/Faltsch/Faltosch = 2880 Quadrat-Stingene = 320 Quadrat-Praschtschine = 14.219,378 Quadratmeter (Moldauer Maße)
- 1 Praschtschine = 18,6 Fuss = 4,68106S5 Meter (8 Fuss = 1 Stingene in der Walachei)[2]